# Hurkos kereszt
Névváltozatok: 
en: bowen cross 

Rövidítések:
A hurkos kereszt nem teljesen tipikus kereszt. Ősi keresztfajta, mely a heraldikában nem annyira elterjedt, de gyakran előfordul egyes régi észak-európai germán népek régészeti hagyatékában, ahol a három szálból álló csomó a leggyakoribb. Számos modern változata van. Ide sorolható mindenféle csomózott, hurkolt vagy kötélből, zsinórból, láncból álló kereszt is.   

Hurkos kereszt
Hurkos négyzetkereszt (de: Würfelknotenkreuz)
Harántnégyzetes kereszt (de: Würfelknotenkreuz), az ablakos harántnégyzetek ma sarkukkal érintik egymást
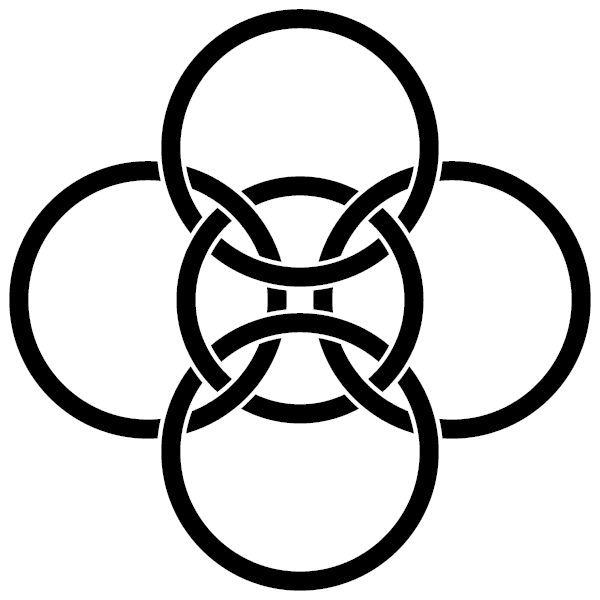
Borromeo-kereszt (en: Borromean cross, de: Borromäisches Kreuz), az olasz Borromeo család címerének egyik jelképe, a három egymásba fonódó gyűrű után alkotott kereszt. A három gyűrű a Szentháromság ábrázolásaként előfordul egy 13. századi Chartres-i kéziratban, azonban megtalálható még korábban, az afganisztáni Gandhara buddhista művészetben a 2. századtól. Három egymásba fonódó háromszög, valknut ('megölt harcosok csomója') található a norvég sziklavéseteken a 7. századtól.
Hurkos facettakereszt (de: Facettenkreuz)
Csomózott kereszt (csatkereszt, en: fret, frette, fretty, de: Knotenkreuz, mit einer Fensterraute verschränkter Leistenschragen, es: celosia, nl: tralie, knoopkruis); övcsatra emlékeztető kereszt, főleg az angol heraldikában fordul elő, harántos helyzetben
Tekercsvégű kereszt (göndörvégű kereszt, de: Volutenkreuz), a szárainak a vége papírtekercsre emlékeztet, kettős keresztként előfordul a régi magyar pecséteken is
Kötélkereszt (fr: croix cablée, en: cross wreathed, de: Seilkreuz, es: cruz cordonada, it: croce attorcigliata, nl: kabelkruis)
Fonott kereszt (de: Flechtkreuz, nl: gevlochten kruis)
Drótkereszt (nl: geschakeld kruis)
Zsinórosvégű kereszt (en: cross entrailed)
Spirálkereszt (de: Spiralkreuz)
Hálózott kereszt (nl: dradenkruis)
Háromszor hálózott kereszt (en: cross triple parted and fretted, nl: gevlochten traliekruis)
Hálózott kereszt (nl: traliekruis)
Hálózott kereszt (nl: gevlochten kruis) egy-egy szorosan egymás mellett összefont vízszintes, illetve függőleges szárpárral
Szövött kereszt (nl: gerepareerd kruis)
Intarziás kereszt (en: cross inlay)
Láncos kereszt (nl: kettingkruis)
Golyókereszt (de: Kügelkreuz, Münzenkreuz, nl: kruis van penningen), ha a kereszt kis golyókból áll, mint ebben az esetben, gyöngykeresztnek (de: Perlenkreuz) is lehet nevezni; ha a golyók nem érintkeznek egymással, keresztszerűen elrendezett golyókról (bizánciak vagy lepényesek) van szó
Gyűrűkereszt (de: Ringkreuz)